# مقاطعة كينغ (واشنطن)
مقاطعة كينغ (بالإنجليزية: King County)‏ هي إحدى مقاطعات ولاية واشنطن في الولايات المتحدة الأمريكية.

## أعلام
- تيلي هال
- كوبر إيدنز
- لاري فيليبس
- جون ويلسون لويس